# Фрк, Мартин
Мартин Фрк (чеш. Martin Frk; 5 октября 1993, Пельгржимов, Чехия) — чешский хоккеист, нападающий системы клуба «Калгари Флэймз».

## Карьера

#### Клубная
Мартин Фрк начал свою карьеру в юниорской команде (до 18 лет) клуба чешской Экстралиги «Карловы Вары». Летом 2010 года, в возрасте 16 лет решил переехать за океан, в клуб юниорской лиги Квебека «Галифакс Мусхэдз». Последний сезон за «Галифакс», 2012/13, получился очень удачным для команды и Фрка. Он стал чемпионом юниорской лиги Квебека, получив право сыграть в Мемориальном кубке. В четырёх матчах Мемориального кубка Фрк набрал 9 очков (5 шайб и 4 передачи), тем самым помог «Галифаксу» стать обладателем трофея, а сам Фрк вошел в символическую сборную турнира.
Будучи выбранным на драфте НХЛ 2012 года клубом «Детройт Ред Уингз» во 2-м раунде под 49-м номером, Фрк летом 2013 года подписал контракт с «красными крыльями». Следующие три сезона получились для Фрка очень сложными. Ему никак не удавалось пробиться в основу «Детройта» и он в основном играл в АХЛ за фарм-клуб «Детройта» «Гранд-Рапидс Гриффинс». Летом 2016 года он перешёл в другой клуб НХЛ «Каролина Харрикейнз», но сыграв всего два матча за новую команду, контракт был расторгнут со стороны клуба.
Фрк вернулся в «Гранд-Рапидс», сезон 2016/17 получился очень удачным для Мартина. Он набрал 50 очков в регулярном чемпионате АХЛ, забросив при этом 27 шайб. В плей-офф в 16 матчах он набрал 15 очков (5 шайб и 10 передач), став одним из главных героев финальной серии Кубка Колдера против «Сиракьюз Кранч», которую «Гранд-Рапидс» выиграл с общим счётом 4:2. Фрк забросил чемпионский гол в 6-м матче финала.
После победы в кубке Колдера, следующий сезон Фрк полностью провёл в НХЛ, в «Детройте», набрав 25 очков (11 шайб и 14 передач) в 68 матчах регулярного чемпионата 2017/18. Сезон 2018/19 также провёл, играя за «Детройт» и «Гранд-Рапидс». Перед началом сезона 2019/2020 Фрк подписал 1-летний двусторонний контракт на сумму 700 тыс. долларов с «Лос-Анджелес Кингз», но у него не получилось попасть в основной состав. Фрк начал сезон в фарм-клубе королей «Онтарио Рейн». В конце 2019 года Фрк, будучи лучшим бомбардиром (23 очка) и снайпером (14 шайб) «Онтарио» был впервые вызван в «Лос-Анджелес». 27 декабря Фрк дебютировал в составе «королей», в гостевом матче против «Сан-Хосе Шаркс» в 3-м периоде при счёте 2:0 в пользу соперника он забросил 2 шайбы, тем самым помог своей команде одержать победу со счётом 3:2. Забросив 3 шайбы в 4 матчах, Фрк был вновь отправлен в фарм-клуб.
26 января 2020 года Фрк выиграл конкурс на силу броска в рамках Матча всех звёзд АХЛ: скорость его броска составила 175,7 км/час, что стало неофициальным мировым рекордом. Фрк превзошёл достижение Здено Хары, который в 2012 году бросил шайбу со скоростью 175,1 км/час.

#### Сборная Чехии
Фрк играл за юниорскию и молодёжные сборные Чехии разных возрастных категорий с 2008 по 2013 годы. Был участником юниорских чемпионатов мира в 2010 и 2011 годах, а также молодёжных чемпионатов мира 2011 и 2013 годов. В основной сборной Чехии дебютировал в 2018 году, сыграв 3 игры перед чемпионатом мира, на который он не попал.

## Достижения
- Чемпион юниорской лиги Квебека 2013
- Обладатель Мемориального кубка 2013
- Обладатель кубка Колдера 2017

## Статистика
Обновлено на конец сезона 2020/2021
- НХЛ — 118 игр, 39 очков (18 шайб + 21 передача)
- АХЛ — 308 игр, 205 очков (105+100)
- Лига Восточного побережья — 58 игр, 64 очка (37+27)
- Юниорская лига Квебека — 190 игр, 209 очков (91+118)
- Мемориальный кубок — 4 игры, 9 очков (5+4)
- Сборная Чехии — 3 игры
- Всего за карьеру — 681 игра, 526 очков (256+270)